# Patrick de Paula
Patrick de Paula Carreiro (Rio de Janeiro, 8 de setembro de 1999) é um futebolista brasileiro que atua como volante. Joga no Estoril, emprestado pelo Botafogo.

## Carreira

### Palmeiras

#### Base
Nascido no Rio de Janeiro, Patrick foi captado pelo Palmeiras enquanto atuava no futebol amador carioca em 2017,  tendo sido destaque da Taça das Favelas e do Campeonato Carioca Amador. Ingressado na base alviverde, Patrick conquistou títulos importantes, como o Campeonato Brasileiro de 2018, a Copa do Brasil de 2019 e os Paulistas Sub-20 de 2017, 2018 e 2019. Sendo destaque na equipe sub-20, em 28 de novembro de 2019 Patrick foi promovido a equipe principal do Palmeiras a pedido do até então técnico Vanderlei Luxemburgo.

#### Profissional
Logo que foi promovido para o elenco profissional do Palmeiras, Patrick conquistou o Campeonato Paulista de 2020, em agosto de 2020. O jogador foi destaque da competição, sendo peça fundamental do esquema tático alviverde durante a competição e sendo o responsável pela última cobrança das penalidades na final contra o Corinthians. Patrick encerrou sua primeira temporada entre os profissionais com 48 jogos, marcando cinco gols e dando uma assistência.
Em janeiro de 2021, Patrick sagrou-se campeão da Copa Libertadores da América de 2020, em final disputada contra o Santos, substituindo Zé Rafael aos 33 minutos do segundo tempo. Em abril, Patrick fez o terceiro gol do Palmeiras numa vitória de 5 a 0 contra o Independiente del Valle, pela Copa Libertadores de 2021. Foi o 12.000º gol do Palmeiras em toda a sua história. Já no dia 10 de agosto, marcou o gol de empate palmeirense na partida de ida da Libertadores contra o rival São Paulo, no Morumbi, garantindo o empate e a vantagem palmeirense para o jogo de volta. Em 2021 Patrick entrou em campo em 49 partidas, com três gols e uma assistência.

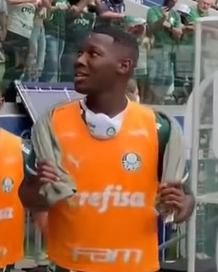
Patrick com o Palmeiras em 2022

Em janeiro de 2022, Patrick chegou a cem jogos pelo Palmeiras num empate por 1–1 contra o São Bernardo, pelo Campeonato Paulista. Patrick encerrou sua passagem pelo Palmeiras em março, nesta temporada fez só quatro jogos, ele atuou pelo Palmeiras em 103 partidas e marcou 8 gols.

### Botafogo
Depois de diversas especulações, o Botafogo resolveu pagar a oferta de acordo com o pedido pelo Palmeiras: 6 milhões de euros (cerca de R$ 33,3 milhões) por 50% dos direitos federativos do camisa 5 alviverde, o que se transformou na contratação mais cara da história do Botafogo. O negócio proposto pela equipe carioca atendeu às expectativas da gestão Leila Pereira no Palmeiras, afinal o clube paulista continuaria com uma porcentagem do jogador e ganharia em caso de uma futura negociação. O jogador não teve a estreia dos sonhos pelo Alvinegro; no dia 10 de abril, o Botafogo foi derrotado por 3 a 1 para o Corinthians, no Nilton Santos, em jogo válido pelo Campeonato Brasileiro. Patrick marcou seu primeiro gol pelo Fogão no dia 12 de maio, numa vitória por 3 a 0 contra o Ceilândia, no jogo de ida da terceira fase da Copa do Brasil.
Em setembro de 2022, Patrick de Paula teve paralisia facial parcial. Dias depois, o volante foi diagnosticado com paralisia de Bell. Ele celebrou o retorno aos gramados pelo Botafogo após mais de um mês em tratamento, num clássico diante do Fluminense.
Em fevereiro de 2023, Patrick teve uma grave lesão detectada no joelho esquerdo na partida diante do Flamengo pelo Campeonato Carioca, depois de ser submetido a exames de imagem, foi detectada uma lesão que exigirá procedimento cirúrgico. A recuperação dele se estendeu durante toda esta temporada. Ele realizou cirurgia no joelho esquerdo no dia 19 de março. O Botafogo comunicou que Patrick terá um prazo de recuperação é de até 12 meses.
Após quatrocentos dias fora, Patrick de Paula voltou a ser relacionado e atuar pelo Botafogo na vitória sobre o Boavista por 2 a 0, no jogo de volta da final da Taça Rio. Apesar do retorno aos gramados no Estadual, Patrick de Paula não foi relacionado pela comissão técnica do Botafogo para a partida seguinte, contra o Junior Barranquilla, pela fase de grupos da Libertadores da América.

#### Criciúma (empréstimo)
Em agosto de 2024, Patrick foi emprestado para o Criciúma até o final da temporada.

#### Estoril (empréstimo)
No dai 29 de julho de 2025, Patrick de Paula foi emprestado ao Estoril, de Portugal. O contrato vai até junho de 2026.

## Estatísticas

### Clubes
Atualizadas até 31 de março de 2024.
| Clube     | Temporada | Campeonato nacional | Campeonato nacional | Campeonato nacional | Copa nacional[a] | Copa nacional[a] | Copa nacional[a] | Competições continentais[b] | Competições continentais[b] | Competições continentais[b] | Outros torneios[c] | Outros torneios[c] | Outros torneios[c] | Total | Total | Total   |
| Clube     | Temporada | Jogos               | Gols                | Assist.             | Jogos            | Gols             | Assist.          | Jogos                       | Gols                        | Assist.                     | Jogos              | Gols               | Assist.            | Jogos | Gols  | Assist. |
| --------- | --------- | ------------------- | ------------------- | ------------------- | ---------------- | ---------------- | ---------------- | --------------------------- | --------------------------- | --------------------------- | ------------------ | ------------------ | ------------------ | ----- | ----- | ------- |
| Palmeiras | 2020      | 27                  | 3                   | 1                   | 4                | 0                | 0                | 6                           | 1                           | 0                           | 15                 | 1                  | 0                  | 52    | 5     | 1       |
| Palmeiras | 2021      | 26                  | 0                   | 1                   | 1                | 0                | 0                | 10                          | 3                           | 1                           | 10                 | 0                  | 0                  | 47    | 3     | 2       |
| Palmeiras | 2022      | 0                   | 0                   | 0                   | 0                | 0                | 0                | 0                           | 0                           | 0                           | 4                  | 0                  | 1                  | 4     | 0     | 1       |
| Palmeiras | Total     | 53                  | 3                   | 2                   | 5                | 0                | 0                | 16                          | 4                           | 1                           | 29                 | 1                  | 1                  | 103   | 8     | 4       |
| Botafogo  | 2022      | 18                  | 1                   | 0                   | 4                | 1                | 0                | 0                           | 0                           | 0                           | 0                  | 0                  | 0                  | 22    | 2     | 0       |
| Botafogo  | 2023      | 0                   | 0                   | 0                   | 0                | 0                | 0                | 0                           | 0                           | 0                           | 7                  | 1                  | 0                  | 7     | 1     | 0       |
| Botafogo  | 2024      | 0                   | 0                   | 0                   | 0                | 0                | 0                | 0                           | 0                           | 0                           | 1                  | 0                  | 0                  | 1     | 0     | 0       |
| Botafogo  | Total     | 18                  | 1                   | 0                   | 4                | 1                | 0                | 0                           | 0                           | 0                           | 8                  | 1                  | 0                  | 30    | 3     | 0       |

[a]^. Jogos da Copa do Brasil
[b]^. Jogos da Copa Libertadores da América
[c]^. Jogos do Campeonato Paulista, da Copa do Mundo de Clubes da FIFA, da Recopa Sul-Americana e amistosos

## Títulos

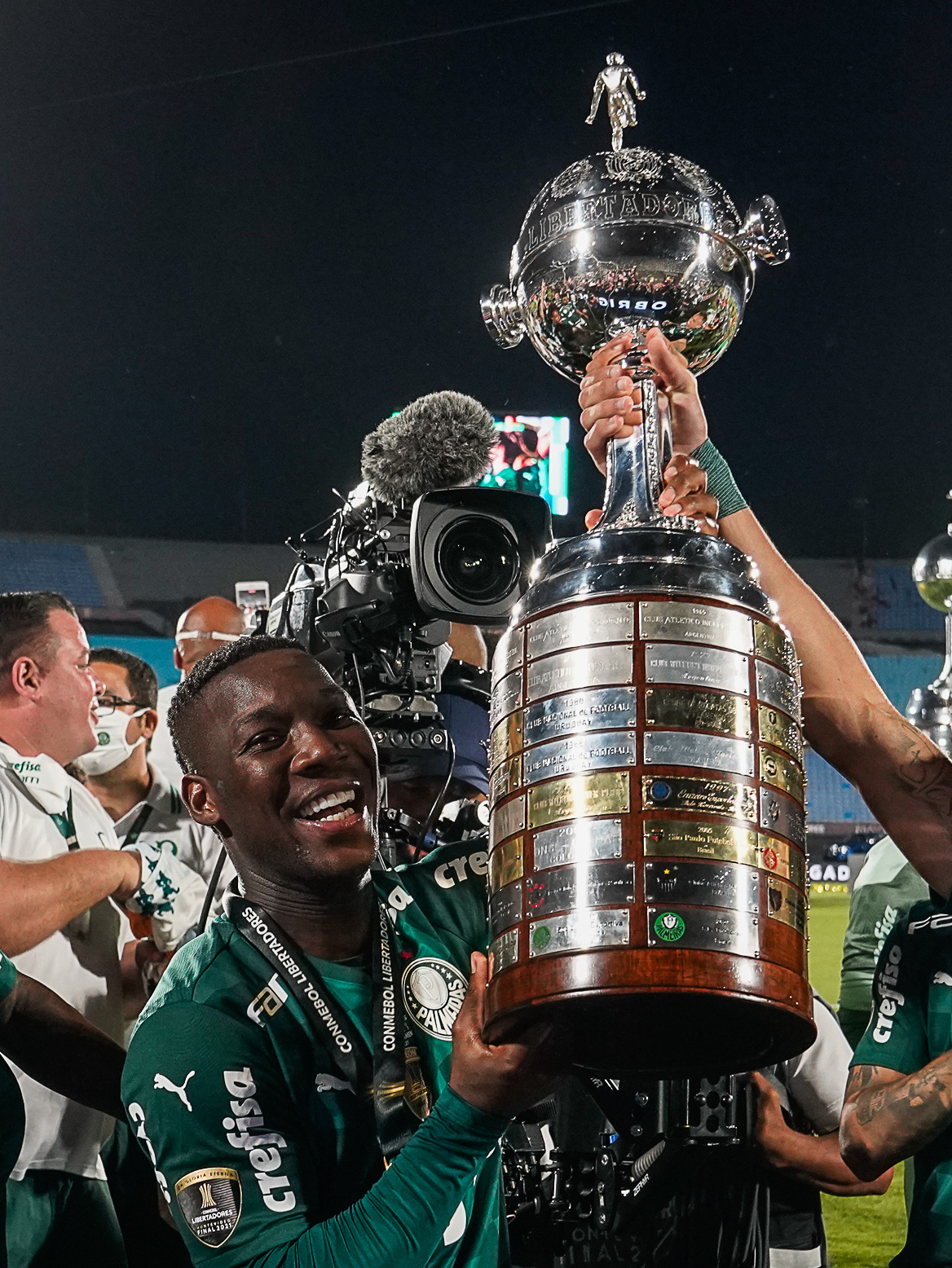
Patrick, com a taça da Copa Libertadores da América de 2021, pelo Palmeiras

Palmeiras

#### Categorias de base
- Campeonato Paulista Sub-20: 2017, 2018 e 2019
- Campeonato Brasileiro Sub-20: 2018
- Copa do Brasil Sub-20: 2019

#### Palmeiras
- Campeonato Paulista: 2020 e 2022
- Copa Libertadores da América: 2020 e 2021
- Copa do Brasil: 2020
- Recopa Sul-Americana: 2022

Botafogo
- Taça Rio: 2023 e 2024
- Campeonato Brasileiro: 2024
- Copa Libertadores da América: 2024[23]

### Prêmios individuais
- Seleção do Campeonato Paulista: 2020
- Revelação do Campeonato Paulista: 2020